# Chiusdino

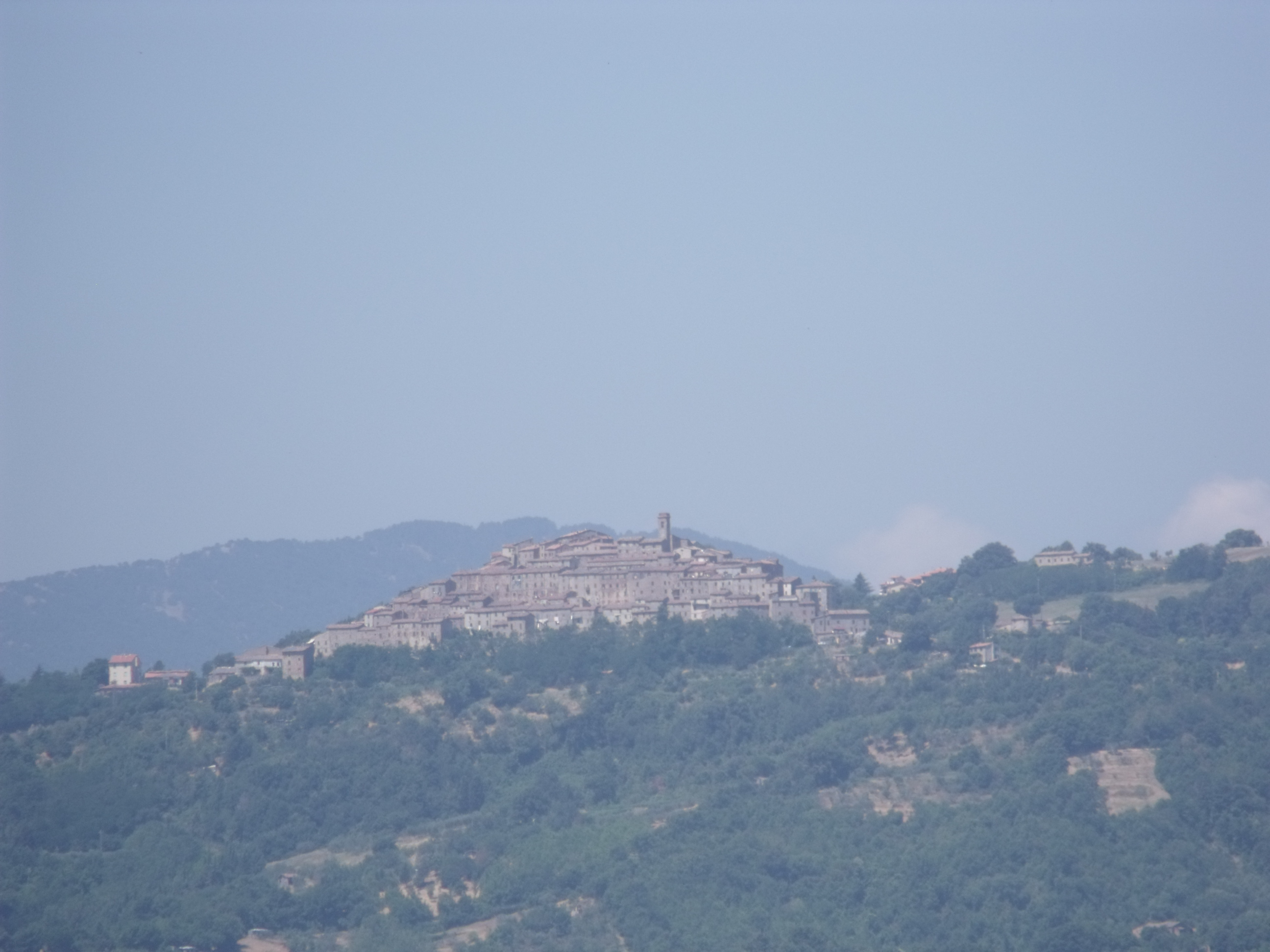
Panorama Chiusdino

Chiusdino – miejscowość i gmina we Włoszech, w regionie Toskania, w prowincji Siena.
Według danych na rok 2004 gminę zamieszkiwały 1923 osoby, 13,6 os./km².